# اهل حجيج

تعديل مصدري - تعديل

اهل حجيج هي إحدى قرى عزلة زنجبار بمديرية زنجبار التابعة لمحافظة أبين، بلغ تعداد سكانها 38 نسمة حسب تعداد اليمن لعام 2004.